# Lagarde (Gers)
Lagarde település Franciaországban, Gers megyében. Lakosainak száma 123 fő (2022. január 1.). Lagarde Larroque-Engalin, Lectoure, Marsolan, La Romieu és Saint-Martin-de-Goyne községekkel határos.

## Népesség
A település népességének változása:
| Lakosok száma | 200  | 148  | 165  | 130  | 121  | 120  | 119  | 122  | 122  | 123  |
|               | 1968 | 1982 | 1990 | 2006 | 2013 | 2015 | 2017 | 2019 | 2020 | 2022 |